# Геге Акутами
Геге Акутами (транслит. ; Ивате, 26. фебруар 1992) јесте мангака, познат по раду Џуџуцу каисен. Геге Акутами је само псеудоним — ауторово право име, презиме и пол су непознати.

## Биографија
Геге Акутами је рођен у префектури Ивате 26. фебруара 1992. године. У петом разреду, Акутами се преселио у град Сендај који се налази у префектури Мијаги. Почео је да црта манге имитирајући пријатеља, што је га је инспирисало да постане професионални манга уметник. Акутами је навео Таита Куба као инспирацију, односно његову мангу Блич коју је читао у четвртом разреду, и радове као што су Неон Џенесис Евангелион, Hunter x Hunter и др. Геге Акутами је 2014. године почео да ради као асистент за Јасухира Кана на манги Kiss x Death.
Свој први рад издао је 7. маја 2014. године под именом Камиширо Соса (јап. 神代捜査) као једнократно поглавље у другом издању часописа Џамп НЕКСТ! (енгл. Jump NEXT! vol. 2). Његов следећи рад је издат као једнократно поглавље у истом часопису 1. маја 2015. године, такође и 10. октобра 2015. године у 46. издању часописа Викли Шонен Џамп (енгл. Weekly Shōnen Jump). Акутами такође издаје једнократну причу Никај Бонгај Барабарјура (јап. 二界梵骸バラバルジュラ) 3. октобра 2016. године која је била номинована за 11. такмичење Куп златне будућности магазина Викли Шонен Џамп. Акутами је 2017. године издао Tokyo Metropolitan Curse Technical School (東京都立呪術高等専門学校, Tōkyō Toritsu Jujutsu Kōtō Senmon Gakkō), дело од четири поглављa које је излазило у магазину Џамп ГИГА (енгл. Jump GIGA) од 28. априла до 28. јула 2017. године. Овај серијал постаје преднаставак за његову следећу мангу Џуџуцу каисен, под именом Џуџуцу каисен 0. Џуџуцу каисен се серијализовао од 5. марта 2018 до 30. септембра 2024. године.

## Стваралаштво
- Kамиширо Соуса (2014) — Једнократна прича у магазину Шонен Џамп Некст!.
- (2015) —Једнократна прича у магазину Шонен Џамп Некст!.
- (2015) — Једнократна прича у магазину Викли Шонен Џамп.
- Никај Бонгај Барабајуруа (2016) — Једнократна прича у магазину Викли Шонен Џамп.
- (2017–2018) — Серијализовано у магазину Шонен Џамп ГИГА.
- Џуџуцу каисен 0 (2017) — Једнократна прича.
- Џуџуцу каисен (2018—2024) — Серијализовано у магазину Викли Шонен Џамп.